# Secretaria General de Coordinació Territorial
La Secretaria General de Coordinació Territorial és una secretaria general espanyola depenent de la Secretaria d'Estat de Política Territorial encarregada de l'impuls i la coordinació de les competències atribuïdes al Departament referents a la política territorial, tant autonòmica com a local.

## Funcions
Les funcions específiques de la Secretaria General es regulen en l'article 3 del Reial decret 863/2018, i són:
- La coordinació de la política territorial dels diferents departaments ministerials que es porti a efecte a través de les Delegacions del Govern.
- L'impuls de les relacions de cooperació i col·laboració de la Administració General de l'Estat amb les Comunitats Autònomes i Ciutats amb Estatut d'Autonomia i amb els Ens Locals.[2]
- La proposta d'actuació respecte als aspectes competencials de les relacions amb les Administracions Territorials.
- El seguiment jurídic i l'informe sobre els projectes normatius, disposicions i actes de l'Estat, les Comunitats Autònomes i les entitats locals, amb vista a la seva adequació a l'ordre constitucional de distribució de competències.
- El règim local i la cooperació amb les entitats locals, així com els programes nacionals i europeus d'aplicació a l'àrea local.
- La potenciació de l'ús de les llengües oficials en l'Administració General de l'Estat.
- L'impuls de la cooperació i col·laboració de les Delegacions del Govern amb les comunitats autònomes i ciutats de Ceuta i Melilla i amb els Ens Locals, amb la finalitat de promoure i garantir l'agilitat i eficàcia de les actuacions de l'Administració General de l'Estat en relació amb aquestes administracions públiques.
- La potenciació de la comunicació i l'intercanvi d'informació amb els Ministeris per a la unitat d'acció territorial de l'Estat i la difusió de les polítiques del Govern al territori a través de les Delegacions del Govern.
- La coordinació dels serveis prestats i assistència a l'Administració Perifèrica de l'Estat.
- L'elaboració, en col·laboració amb les Delegacions del Govern, de l'informe sobre el funcionament dels serveis públics estatals previst en l'article 73.1.b), paràgraf quart, de la Llei 40/2015, d'1 d'octubre, de Règim Jurídic del Sector Públic.
- La planificació i priorització d'actuacions i desenvolupament de solucions per atendre les necessitats funcionals de les diferents àrees administratives de les Delegacions i Subdelegacions del Govern i de les Direccions Insulars, en coordinació amb la Secretaria General d'Administració Digital, respecte als serveis prestats per aquesta.
- En relació amb les Delegacions del Govern, Subdelegacions del Govern i Adreces Insulars, l'organització i gestió de la política de recursos humans, l'elaboració i tramitació de les relacions de llocs de treball i les seves modificacions i de l'oferta d'ocupació pública, la tramitació i abonament de la nòmina, la gestió dels processos selectius i de provisió per a la cobertura de llocs de treball, de la formació i de l'acció social, així com, en aquests àmbits, la coordinació amb els serveis de prevenció de riscos laborals i la representació de l'Administració en els òrgans paritaris amb representació sindical dels treballadors que es constitueixin.
- La gestió econòmica i financera d'ingressos i despeses de les Delegacions i Subdelegacions del Govern i Adreces Insulars, així com la contractació pública de les mateixes.
- La gestió, conservació i inventari dels béns immobles de les Delegacions i Subdelegacions del Govern i de les Direccions Insulars, l'elaboració i supervisió dels projectes d'obres de construcció, reforma, reparació d'edificis, així com l'elaboració i actualització de l'inventari de béns mobles, vehicles i la seva adquisició.
- L'execució dels plans i programes d'inspecció dels serveis i l'avaluació del funcionament de les Delegacions i Subdelegacions del Govern i Direccions Insulars.
- La preparació dels assumptes i l'execució dels acords de la Conferència per a Afers Relacionats amb la Unió Europea i l'acompliment de les funcions pròpies de la secretaria de la Conferència i dels seus òrgans de suport.
- La preparació i el seguiment de la participació de la Secretaria d'Estat de Política Territorial en fòrums i grups de treball europeus i internacionals amb funcions relacionades amb la política territorial, regional i local, així com l'articulació de la participació en organismes i entitats internacionals.
- Les funcions relatives a la cooperació transfronterera de les comunitats autònomes i les entitats locals i a l'autorització a les mateixes per a la participació en Agrupacions Europees de Cooperació Territorial, així com la preparació dels informes previs a l'autorització que correspon al Consell de Ministres en relació amb aquestes agrupacions.
- La iniciació i instrucció dels procediments per a la determinació i repercussió de les responsabilitats per incompliment del Dret de la Unió Europea o dels tractats o convenis internacionals dels quals Espanya sigui part, s'excepció dels casos d'incompliments derivats de la gestió de fons procedents de la Unió Europea.

## Estructura
De la Secretaria General depenen els següents òrgans:
- La Direcció general de Cooperació Autonòmica i Local.
- La Direcció general de Règim Jurídic Autonòmic i Local.
- La Subdirecció General de Coordinació de l'Administració Perifèrica.
- La Subdirecció General de Recursos Humans de l'Administració Perifèrica.
- La Subdirecció General d'Administració Financera i Patrimoni de l'Administració Perifèrica.
- La Subdirecció General d'Impuls de l'Administració Perifèrica.
- La Subdirecció General de Relacions Europees i Internacionals.
- La Inspecció de Serveis de l'Administració Perifèrica.
- Un Gabinet Tècnic.

## Secretaris generals
- Juan Ignacio Romero Sánchez (2017-2018)[3]
- María Llanos Castellanos Garijo (2018-)[4]